# Ida Rentoul Outhwaite

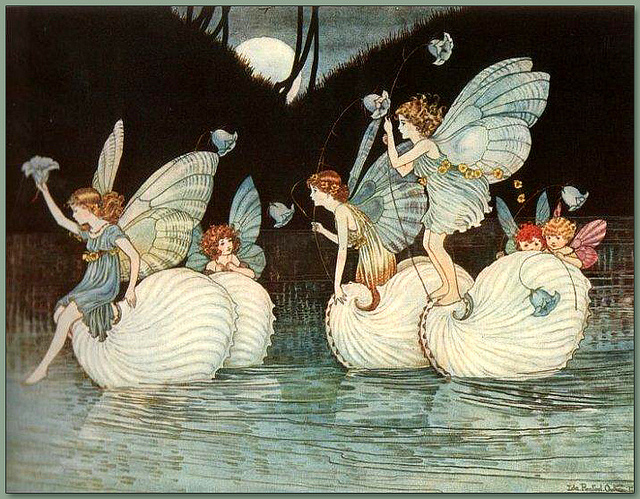
‘Fairy Islands’ ("Isole fatate") dal libro Elves and Fairies ("Elfi e fate"; 1916).

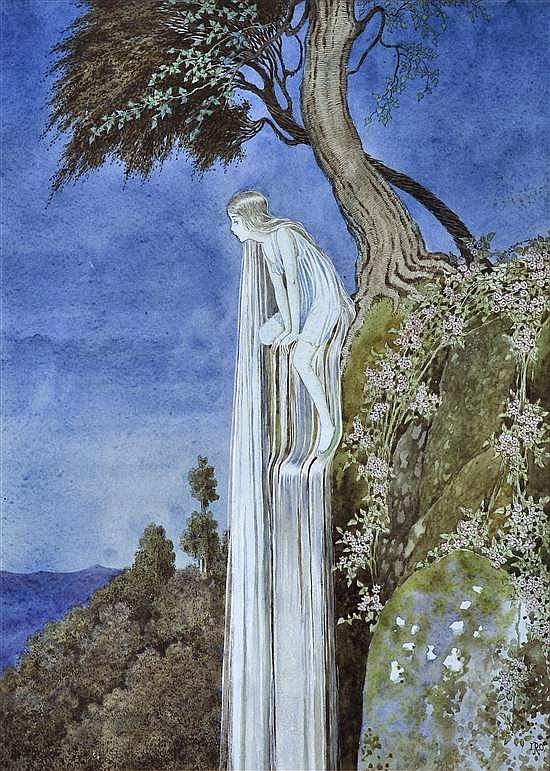
The Waterfall Fairy.

Ida Rentoul Outhwaite, conosciuta anche come Ida Sherbourne Rentoul e Ida Sherbourne Outhwaite (Carlton, 9 giugno 1888 – Caulfield, 25 giugno 1960), è stata un'illustratrice australiana di letteratura per l'infanzia. Il suo lavoro raffigurava principalmente creature magiche, come elfi e fate (Post-Federation Australian fairytales).

## Biografia

### Primi anni di vita
Ida Rentoul nacque a Carlton (sobborgo di Melbourne, nello stato di Victoria, nella federazione dell'Australia), come l'ultima dei quattro figli (e seconda femmina) del reverendo John Laurence Rentoul, un ministro presbiteriano e accademico di origine irlandese, e di sua moglie Annie Isobel (nata Rattray). Al momento della nascita, suo padre era professore all'Ormond College dell'Università di Melbourne, e successivamente moderatore generale della sua chiesa tra il 1912 e il 1914. Quando scoppiò la prima guerra mondiale, divenne cappellano generale della First Australian Imperial Force (lett. "Prima Forza Imperiale Australiana").
Studiò presso il Presbyterian Ladies’ College di Melbourne. Dopo aver sposato Arthur Grenbry Outhwaite l'8 dicembre 1909, era generalmente conosciuta come Ida Rentoul Outhwaite. Prima di ciò aveva variamente firmato le sue opere come “I.S.R.”, successivamente cambiato in «I.R.O.». Occasionalmente utilizzava anche “I.S.R.O.” e l'ortografia completa anziché le abbreviazioni.

### Carriera
Outhwaite lavorò prevalentemente con penna, inchiostro e acquerello. La sua prima illustrazione fu pubblicata dalla rivista New Idea nel 1903 quando aveva solo 15 anni - accompagnava una storia scritta da sua sorella maggiore, Annie Rattray Rentoul. Negli anni che seguirono, le sorelle collaborarono a numerose storie.
Dopo il matrimonio collaborò anche con il marito, in particolare per The Enchanted Forest ("La foresta incantata"; 1921), The Little Fairy Sister ("La piccola fata sorella"; 1923) e Fairyland ("Il paese delle fate"; 1926). In molti casi, i suoi figli – Robert, Anne, Wendy e William – sono serviti come modelli per le sue illustrazioni.

### Eredità
Morì nel suo Paese, a Caulfield, altro sobborgo di Melbourne, nel 1960.
Nel corso della sua vita, ispirò numerosi artisti tra cui Edith Alsop, Ethel Spowers, ed Ethel Jackson Morris.
Il suo lavoro è raffigurato in quattro vetrate colorate in una sala adiacente alla chiesa anglicana di San Marco a Fitzroy (Saint Mark’s Anglican Church).
Nel 1985 è stata onorata con un francobollo, raffigurante un'illustrazione di Elves and Fairies, emesso dall'Australia Post.

## Opere
Le pubblicazioni che portano le sue illustrazioni includono:
- The Fairies of Fern Gully (1903)
- Mollie's Bunyip (1904)
- Mollie's Staircase (1906)
- Gum Tree Brownie and other Faerie Folk of the Never Never (1907)
- Before the Lamps are Lit (1911)
- Elves and Fairies (1916)
- The Enchanted Forest (1921)
- The Little Green Road to Fairyland (1922)
- The Little Fairy Sister (1923)
- The Sentry and the Shell Fairy (1924)
- Fairyland (1926)
- Blossom: A Fairy Story (1928)
- Bunny and Brownie: The Adventures of George and Wiggle (1930)
- A Bunch of Wild Flowers (1933)
- Sixpence to Spend (1935)
- Australian Bush Songs (1936)
- The Lost Princess (1937)
- A Bunch of Wild Flowers (1942)
- Musical Nursery Rhymes (1945)
- The Puddin' and the Pixi, and other songs (1949)
- The Guinea Pig that wanted a Tail (1951)
- Legends of the Outback (1958) di Phyllis Power

I suoi lavori (comprese le immagini pubblicitarie) sono stati pubblicati anche su periodici e giornali come The New Idea, The Native Companion, Australia Today e British-Australasian.
Le sue illustrazioni furono esposte in tutta l'Australia, così come a Londra e Parigi tra il 1907 e il 1933.